# Kukkesjauratj (Jokkmokks socken, Lappland, 744732-165727)
Kukkesjauratj är en sjö i Jokkmokks kommun i Lappland och ingår i Luleälvens huvudavrinningsområde. Sjön har en area på 0,119 kvadratkilometer och ligger 424,4 meter över havet. Kukkesjauratj ligger i Ultevis fjällurskog Natura 2000-område.

## Delavrinningsområde
Kukkesjauratj ingår i det delavrinningsområde (745093-165843) som SMHI kallar för Inloppet i Ållojaure. Medelhöjden är 495 meter över havet och ytan är 77,15 kvadratkilometer. Det finns inga avrinningsområden uppströms utan avrinningsområdet är högsta punkten. Ållojåkkå som avvattnar avrinningsområdet har biflödesordning 2, vilket innebär att vattnet flödar genom totalt 2 vattendrag innan det når havet efter 237 kilometer. Avrinningsområdet består mestadels av skog (68 procent) och sankmarker (32 procent). Avrinningsområdet har 0,18 kvadratkilometer vattenytor vilket ger det en sjöprocent på 0,2 procent.